# İstanbul Futbol Ligi 1947/48
Die İstanbul Futbol Ligi 1947/48 war die 34. ausgetragene Saison der İstanbul Futbol Ligi. Meister wurde zum elften Mal Fenerbahçe Istanbul.

## Abschlusstabelle
Punktesystem
Sieg: zwei Punkte; Unentschieden: ein Punkt; Niederlage: kein Punkt
| Pl. | Verein               | Sp. | S  | U | N  | Tore    | Diff. | Punkte |
| --- | -------------------- | --- | -- | - | -- | ------- | ----- | ------ |
| 1.  | Fenerbahçe Istanbul  | 14  | 13 | 1 | 0  | 049:140 | +35   | 41     |
| 2.  | Beşiktaş Istanbul    | 14  | 11 | 0 | 3  | 037:150 | +22   | 36     |
| 3.  | Galatasaray Istanbul | 14  | 8  | 2 | 4  | 030:190 | +11   | 32     |
| 4.  | Vefa Istanbul        | 14  | 7  | 2 | 5  | 020:150 | +5    | 30     |
| 5.  | Kasımpaşa Istanbul   | 14  | 3  | 4 | 7  | 021:290 | −8    | 24     |
| 6.  | İstanbulspor         | 14  | 2  | 5 | 7  | 016:280 | −12   | 23     |
| 7.  | Süleymaniye          | 14  | 3  | 2 | 9  | 010:260 | −16   | 22     |
| 8.  | Beykozspor           | 14  | 0  | 2 | 12 | 010:470 | −37   | 14     |

## Kreuztabelle
Die Kreuztabelle stellt die Ergebnisse aller Spiele dieser Saison dar. Die Heimmannschaft ist in der linken Spalte, die Gastmannschaft in der oberen Zeile aufgelistet.
| 1947/48              | Fenerbahçe Istanbul | Beşiktaş Istanbul | Galatasaray Istanbul | Vefa Istanbul | Kasımpaşa Istanbul | İstanbulspor | SUM | Beykozspor |
| -------------------- | ------------------- | ----------------- | -------------------- | ------------- | ------------------ | ------------ | --- | ---------- |
| Fenerbahçe Istanbul  |                     | 2:0               | 3:1                  | 2:0           | 5:2                | 6:1          | 3:0 | 5:2        |
| Beşiktaş Istanbul    | 2:3                 |                   | 5:1                  | 3:0           | 4:1                | 1:0          | 2:0 | 4:2        |
| Galatasaray Istanbul | 2:2                 | 3:1               |                      | 2:0           | 2:1                | 3:1          | 1:0 | 7:0        |
| Vefa Istanbul        | 2:3                 | 0:1               | 1:0                  |               | 3:2                | 1:1          | 5:1 | 3:0        |
| Kasımpaşa Istanbul   | 1:3                 | 1:3               | 2:2                  | 0:1           |                    | 2:2          | 1:0 | 2:0        |
| İstanbulspor         | 1:3                 | 2:4               | 1:4                  | 0:0           | 1:1                |              | 1:0 | 5:2        |
| Süleymaniye          | 0:2                 | 0:3               | 2:0                  | 0:3           | 2:2                | 1:0          |     | 3:2        |
| Beykozspor           | 0:7                 | 0:4               | 0:2                  | 0:1           | 1:3                | 0:0          | 1:1 |            |

## Die Meistermannschaft von Fenerbahçe Istanbul
| 1. | Fenerbahçe Istanbul |
|    | - Tor: Cihat Arman (8/–); Erdal Kocaçimen (3/–); Hüsnü Terzioğlu (1/–) - Abwehr: Murat Alyüz (13/–); Müzdat Yetkiner (9/4); Selahattin Torkal (12/1); Ahmet Erol (12/9); Hilmi Ardağ (12/–); - Mittelfeld: Samim Var (14/–); Ali Elgin (2/–); Kamil Ekin (10/–) - Angriff: Fikret Kırcan (11/5); Halit Deringör (13/12); Melih Kotanca (2/–); Erol Keskin (6/1); Halil Özyazıcı (4/–); Suphi Ural (5/5); Lefter Küçükandonyadis (14/12); Bülent Varol (1/–) - Trainer: Ignác Molnár ( Ungarn) |